# Прериен тетрев
Прериен тетрев (Tympanuchus cupido) е вид птица от семейство Phasianidae. Видът е световно застрашен, със статут Уязвим.

## Разпространение
Разпространен е в САЩ.